# Parijs-Nice 2020
De 78e editie van Parijs-Nice werd verreden van 8 tot en met 14 maart 2020. Deze wedstrijd maakte deel uit van de UCI World Tour 2020. Oorspronkelijk zou de koers tot 15 maart duren, maar vanwege het coronavirus werd de laatste etappe geschrapt.

## Deelnemende ploegen
Er gingen twaalf UCI World Tour-ploegen en vijf UCI ProTeams van start met elk acht renners wat het totaal op 136 deelnemers bracht. Zeven World Tour-ploegen, waaronder Team Jumbo-Visma, besloten niet te starten.
| WorldTour                                               | WorldTour                                                                    | WorldTour                                               | ProTeam |
| ------------------------------------------------------- | ---------------------------------------------------------------------------- | ------------------------------------------------------- | --- |
| AG2R La Mondiale Bahrain McLaren BORA-hansgrohe Cofidis | Deceuninck–Quick-Step EF Education First Groupama-FDJ Israel Start-Up Nation | Lotto Soudal NTT Pro Cycling Team Sunweb Trek-Segafredo | Arkéa-Samsic B&B Hotels-Vital Concept p/b KTM Circus-Wanty-Gobert NIPPO DELKO One Provence Total Direct Energie |

## Etappe-overzicht
| Etappe | Datum    | Start - Finish                              | Afstand  | Type                | Winnaar               | Klassementsleider     |
| ------ | -------- | ------------------------------------------- | -------- | ------------------- | --------------------- | --------------------- |
| 1      | 8 maart  | Plaisir – Plaisir                           | 154 km   | Heuvelrit           | Maximilian Schachmann | Maximilian Schachmann |
| 2      | 9 maart  | Chevreuse – Chalette-sur-Loing              | 166,5 km | Vlakke rit          | Giacomo Nizzolo       | Maximilian Schachmann |
| 3      | 10 maart | Chalette-sur-Loing – La Châtre              | 212,5 km | Vlakke rit          | Iván García           | Maximilian Schachmann |
| 4      | 11 maart | Saint-Amand-Montrond – Saint-Amand-Montrond | 15,1 km  | Individuele tijdrit | Søren Kragh Andersen  | Maximilian Schachmann |
| 5      | 12 maart | Gannat – La Côte-Saint-André                | 227 km   | Bergrit             | Niccolò Bonifazio     | Maximilian Schachmann |
| 6      | 13 maart | Sorgues – Apt                               | 161,5 km | Bergrit             | Tiesj Benoot          | Maximilian Schachmann |
| 7      | 14 maart | Nice – La Colmiane                          | 166,5 km | Bergrit             | Nairo Quintana        | Maximilian Schachmann |
| 8      | 15 maart | Nice – Nice                                 | 113 km   | Bergrit             | Geannuleerd           | Geannuleerd           |

## Etappe-uitslagen

### 1e etappe
| Plaisir – Plaisir (154 km) |                       |                        |          |
| Plaats                     | Naam                  | Ploeg                  | Tijd     |
| Winnaar                    | Maximilian Schachmann | BORA-hansgrohe         | 3u32'19" |
| 2                          | Dylan Teuns           | Bahrain McLaren        | z.t.     |
| 3                          | Tiesj Benoot          | Team Sunweb            | z.t.     |
| 4                          | Julian Alaphilippe    | Deceuninck–Quick-Step  | + 3"     |
| 5                          | Cees Bol              | Team Sunweb            | + 15"    |
| 6                          | Nils Politt           | Israel Start-Up Nation | z.t.     |
| 7                          | Giacomo Nizzolo       | NTT Pro Cycling        | z.t.     |
| 8                          | Sergio Higuita        | EF Education First     | z.t.     |
| 9                          | Felix Großschartner   | BORA-hansgrohe         | z.t.     |
| 10                         | Yves Lampaert         | Deceuninck–Quick-Step  | z.t.     |

| Algemeen klassement |                       |                        |          |
| Plaats              | Naam                  | Ploeg                  | Tijd     |
| Gele trui           | Maximilian Schachmann | BORA-hansgrohe         | 3u32'09" |
| 2                   | Tiesj Benoot          | Team Sunweb            | + 2"     |
| 3                   | Dylan Teuns           | Bahrain McLaren        | + 4"     |
| 4                   | Julian Alaphilippe    | Deceuninck–Quick-Step  | + 7"     |
| 5                   | Peio Bilbao           | Astana Pro Team        | + 24"    |
| 6                   | Rudy Molard           | Groupama-FDJ           | z.t.     |
| 7                   | Cees Bol              | Team Sunweb            | + 25"    |
| 8                   | Nils Politt           | Israel Start-Up Nation | z.t.     |
| 9                   | Giacomo Nizzolo       | NTT Pro Cycling        | z.t.     |
| 10                  | Sergio Higuita        | EF Education First     | z.t.     |

### 2e etappe
| Chevreuse – Chalette-sur-Loing (166,5 km) |                       |                        |          |
| Plaats                                    | Naam                  | Ploeg                  | Tijd     |
| Winnaar                                   | Giacomo Nizzolo       | NTT Pro Cycling        | 3u49'57" |
| 2                                         | Pascal Ackermann      | BORA-hansgrohe         | z.t.     |
| 3                                         | Jasper Stuyven        | Trek-Segafredo         | z.t.     |
| 4                                         | Nils Politt           | Israel Start-Up Nation | z.t.     |
| 5                                         | Sergio Higuita        | EF Education First     | z.t.     |
| 6                                         | Mads Würtz Schmidt    | Israel Start-Up Nation | z.t.     |
| 7                                         | Vincenzo Nibali       | Trek-Segafredo         | + 3"     |
| 8                                         | Maximilian Schachmann | BORA-hansgrohe         | z.t.     |
| 9                                         | Felix Großschartner   | BORA-hansgrohe         | z.t.     |
| 10                                        | Krists Neilands       | Israel Start-Up Nation | z.t.     |
|                                           |                       |                        |          |
| 50                                        | Nils Eekhoff          | Team Sunweb            | + 1'22"  |

| Algemeen klassement |                       |                        |          |
| Plaats              | Naam                  | Ploeg                  | Tijd     |
| Gele trui           | Maximilian Schachmann | BORA-hansgrohe         | 7u22'06" |
| 2                   | Giacomo Nizzolo       | NTT Pro Cycling        | + 15"    |
| 3                   | Jasper Stuyven        | Trek-Segafredo         | + 21"    |
| 4                   | Sergio Higuita        | EF Education First     | + 23"    |
| 5                   | Nils Politt           | Israel Start-Up Nation | + 25"    |
| 6                   | Mads Würtz Schmidt    | Israel Start-Up Nation | z.t.     |
| 7                   | Felix Großschartner   | BORA-hansgrohe         | + 28"    |
| 8                   | Krists Neilands       | Israel Start-Up Nation | z.t.     |
| 9                   | Vincenzo Nibali       | Trek-Segafredo         | z.t.     |
| 10                  | Tiesj Benoot          | Team Sunweb            | + 38"    |
|                     |                       |                        |          |
| 24                  | Cees Bol              | Team Sunweb            | + 1'50"  |

### 3e etappe
| Chalette-sur-Loing – La Châtre (212,5 km) |                    |                        |          |
| Plaats                                    | Naam               | Ploeg                  | Tijd     |
| Winnaar                                   | Iván García        | Bahrain McLaren        | 5u49'55" |
| 2                                         | Peter Sagan        | BORA-hansgrohe         | z.t.     |
| 3                                         | Andrea Pasqualon   | Circus-Wanty-Gobert    | z.t.     |
| 4                                         | Cees Bol           | Team Sunweb            | z.t.     |
| 5                                         | Nacer Bouhanni     | Arkéa-Samsic           | z.t.     |
| 6                                         | Rudy Barbier       | Israel Start-Up Nation | z.t.     |
| 7                                         | Anthony Turgis     | Total Direct Energie   | z.t.     |
| 8                                         | Giacomo Nizzolo    | NTT Pro Cycling        | z.t.     |
| 9                                         | Mads Würtz Schmidt | Israel Start-Up Nation | z.t.     |
| 10                                        | Oliver Naesen      | AG2R La Mondiale       | z.t.     |

| Algemeen klassement |                       |                        |           |
| Plaats              | Naam                  | Ploeg                  | Tijd      |
| Gele trui           | Maximilian Schachmann | BORA-hansgrohe         | 13u12'01" |
| 2                   | Giacomo Nizzolo       | NTT Pro Cycling        | + 13"     |
| 3                   | Jasper Stuyven        | Trek-Segafredo         | + 24"     |
| 4                   | Mads Würtz Schmidt    | Israel Start-Up Nation | + 25"     |
| 5                   | Sergio Higuita        | EF Education First     | + 26"     |
| 6                   | Nils Politt           | Israel Start-Up Nation | + 28"     |
| 7                   | Krists Neilands       | Israel Start-Up Nation | z.t.      |
| 8                   | Felix Großschartner   | BORA-hansgrohe         | + 31"     |
| 9                   | Vincenzo Nibali       | Trek-Segafredo         | z.t.      |
| 10                  | Peter Sagan           | BORA-hansgrohe         | + 36"     |
|                     |                       |                        |           |
| 24                  | Cees Bol              | Team Sunweb            | + 1'50"   |

### 4e etappe
| Saint-Amand-Montrond – Saint-Amand-Montrond (15,1 km) |                       |                       |        |
| Plaats                                                | Naam                  | Ploeg                 | Tijd   |
| Winnaar                                               | Søren Kragh Andersen  | Team Sunweb           | 18'51" |
| 2                                                     | Maximilian Schachmann | BORA-hansgrohe        | + 6"   |
| 3                                                     | Kasper Asgreen        | Deceuninck–Quick-Step | + 12"  |
| 4                                                     | Thomas De Gendt       | Lotto Soudal          | + 13"  |
| 5                                                     | Peio Bilbao           | Bahrain McLaren       | + 15"  |
| 6                                                     | Victor Campenaerts    | NTT Pro Cycling       | + 17"  |
| 7                                                     | Michael Matthews      | Team Sunweb           | + 18"  |
| 8                                                     | Stefan Küng           | Groupama-FDJ          | + 26"  |
| 9                                                     | Tobias Ludvigsson     | Groupama-FDJ          | + 27"  |
| 10                                                    | Lawson Craddock       | EF Education First    | + 29"  |
|                                                       |                       |                       |        |
| 25                                                    | Nils Eekhoff          | Team Sunweb           | + 48"  |

| Algemeen klassement |                       |                        |           |
| Plaats              | Naam                  | Ploeg                  | Tijd      |
| Gele trui           | Maximilian Schachmann | BORA-hansgrohe         | 13u30'58" |
| 2                   | Søren Kragh Andersen  | Team Sunweb            | + 58"     |
| 3                   | Felix Großschartner   | BORA-hansgrohe         | + 1'01"   |
| 4                   | Nils Politt           | Israel Start-Up Nation | + 1'05"   |
| 5                   | Sergio Higuita        | EF Education First     | + 1'06"   |
| 6                   | Dylan Teuns           | Bahrain McLaren        | + 1'10"   |
| 7                   | Tiesj Benoot          | Team Sunweb            | + 1'11"   |
| 8                   | Mads Würtz Schmidt    | Israel Start-Up Nation | z.t.      |
| 9                   | Giacomo Nizzolo       | NTT Pro Cycling        | + 1'15"   |
| 10                  | Michael Matthews      | Team Sunweb            | + 1'16"   |
|                     |                       |                        |           |
| 33                  | Cees Bol              | Team Sunweb            | + 4'33"   |

### 5e etappe
| Gannat – La Côte-Saint-André (227 km) |                   |                          |          |
| Plaats                                | Naam              | Ploeg                    | Tijd     |
| Winnaar                               | Niccolò Bonifazio | Total Direct Energie     | 5u18'02" |
| 2                                     | Iván García       | Bahrain McLaren          | z.t.     |
| 3                                     | Peter Sagan       | BORA-hansgrohe           | z.t.     |
| 4                                     | Nacer Bouhanni    | Arkéa Samsic             | z.t.     |
| 5                                     | Hugo Hofstetter   | Israel Start-Up Nation   | z.t.     |
| 6                                     | Andrea Pasqualon  | Circus-Wanty-Gobert      | z.t.     |
| 7                                     | John Degenkolb    | Lotto Soudal             | z.t.     |
| 8                                     | Elia Viviani      | Cofidis                  | z.t.     |
| 9                                     | Bryan Coquard     | B&B Hotels-Vital Concept | z.t.     |
| 10                                    | Marc Sarreau      | Groupama-FDJ             | z.t.     |
|                                       |                   |                          |          |
| 12                                    | Jasper Stuyven    | Trek-Segafredo           | z.t.     |
| 16                                    | Cees Bol          | Team Sunweb              | z.t.     |

| Algemeen klassement |                       |                        |           |
| Plaats              | Naam                  | Ploeg                  | Tijd      |
| Gele trui           | Maximilian Schachmann | BORA-hansgrohe         | 18u49'00" |
| 2                   | Søren Kragh Andersen  | Team Sunweb            | + 58"     |
| 3                   | Felix Großschartner   | BORA-hansgrohe         | + 1'01"   |
| 4                   | Nils Politt           | Israel Start-Up Nation | + 1'05"   |
| 5                   | Sergio Higuita        | EF Education First     | + 1'06"   |
| 6                   | Dylan Teuns           | Bahrain McLaren        | + 1'09"   |
| 7                   | Tiesj Benoot          | Team Sunweb            | + 1'11"   |
| 8                   | Mads Würtz Schmidt    | Israel Start-Up Nation | z.t.      |
| 9                   | Giacomo Nizzolo       | NTT Pro Cycling        | + 1'15"   |
| 10                  | Michael Matthews      | Team Sunweb            | + 1'16"   |
|                     |                       |                        |           |
| 33                  | Cees Bol              | Team Sunweb            | + 4'33"   |

### 6e etappe
| Sorgues – Apt (161,5 km) |                    |                       |          |
| Plaats                   | Naam               | Ploeg                 | Tijd     |
| Winnaar                  | Tiesj Benoot       | Team Sunweb           | 3u57'02" |
| 2                        | Michael Matthews   | Team Sunweb           | + 22"    |
| 3                        | Sergio Higuita     | EF Education First    | z.t.     |
| 4                        | Bob Jungels        | Deceuninck–Quick-Step | z.t.     |
| 5                        | Julian Alaphilippe | Deceuninck–Quick-Step | z.t.     |
| 6                        | Vincenzo Nibali    | Trek-Segafredo        | z.t.     |
| 7                        | Thibaut Pinot      | Groupama-FDJ          | z.t.     |
| 8                        | Guillaume Martin   | Cofidis               | z.t.     |
| 9                        | Rudy Molard        | Groupama-FDJ          | z.t.     |
| 10                       | Nairo Quintana     | Arkéa-Samsic          | z.t.     |
|                          |                    |                       |          |
| 58                       | Niki Terpstra      | Total Direct Energie  | + 20'19" |

| Algemeen klassement |                       |                       |           |
| Plaats              | Naam                  | Ploeg                 | Tijd      |
| Gele trui           | Maximilian Schachmann | BORA-hansgrohe        | 22u46'42" |
| 2                   | Tiesj Benoot          | Team Sunweb           | + 36"     |
| 3                   | Sergio Higuita        | EF Education First    | + 1'01"   |
| 4                   | Felix Großschartner   | BORA-hansgrohe        | + z.t.    |
| 5                   | Michael Matthews      | Team Sunweb           | + 1'10"   |
| 6                   | Vincenzo Nibali       | Trek-Segafredo        | + 1'18"   |
| 7                   | Rudy Molard           | Groupama-FDJ          | + 1'29"   |
| 8                   | Thibaut Pinot         | Groupama-FDJ          | + 1'30"   |
| 9                   | Tanel Kangert         | EF Education First    | + 1'52"   |
| 10                  | Julian Alaphilippe    | Deceuninck–Quick-Step | + 2'04"   |
|                     |                       |                       |           |
| 46                  | Cees Bol              | Team Sunweb           | + 25'09"  |

### 7e etappe
| Nice – La Colmiane (166,5 km) |                       |                    |          |
| Plaats                        | Naam                  | Ploeg              | Tijd     |
| Winnaar                       | Nairo Quintana        | Arkéa-Samsic       | 4u27'01" |
| 2                             | Tiesj Benoot          | Team Sunweb        | + 46"    |
| 3                             | Thibaut Pinot         | Groupama-FDJ       | + 56"    |
| 4                             | Sergio Higuita        | EF Education First | z.t.     |
| 5                             | Vincenzo Nibali       | Trek-Segafredo     | z.t.     |
| 6                             | Maximilian Schachmann | BORA-hansgrohe     | + 58"    |
| 7                             | Guillaume Martin      | Cofidis            | + 1'19"  |
| 8                             | Tanel Kangert         | EF Education First | + 1'22"  |
| 9                             | Romain Bardet         | AG2R La Mondiale   | + 1'32"  |
| 10                            | Rudy Molard           | Groupama-FDJ       | z.t.     |
|                               |                       |                    |          |
| 26                            | Cees Bol              | Team Sunweb        | + 7'50"  |

| Algemeen klassement |                       |                    |           |
| Plaats              | Naam                  | Ploeg              | Tijd      |
| Gele trui           | Maximilian Schachmann | BORA-hansgrohe     | 27u14'23" |
| 2                   | Tiesj Benoot          | Team Sunweb        | + 18"     |
| 3                   | Sergio Higuita        | EF Education First | + 59"     |
| 4                   | Vincenzo Nibali       | Trek-Segafredo     | + 1'16"   |
| 5                   | Thibaut Pinot         | Groupama-FDJ       | + 1'24"   |
| 6                   | Nairo Quintana        | Arkéa-Samsic       | + 1'30"   |
| 7                   | Rudy Molard           | Groupama-FDJ       | + 2'03"   |
| 8                   | Tanel Kangert         | EF Education First | + 2'16    |
| 9                   | Felix Großschartner   | BORA-hansgrohe     | + 3'39"   |
| 10                  | Søren Kragh Andersen  | Team Sunweb        | + 4'36"   |
|                     |                       |                    |           |
| 38                  | Cees Bol              | Team Sunweb        | + 32'01"  |

## Klassementsleiders na elke etappe
| Rit         | Winnaar               | Algemeen klassement   | Puntenklassement      | Bergklassement  | Jongerenklassement | Ploegenklassement      |
| ----------- | --------------------- | --------------------- | --------------------- | --------------- | ------------------ | ---------------------- |
| 1           | Maximilian Schachmann | Maximilian Schachmann | Maximilian Schachmann | Jonathan Hivert | Cees Bol           | Team Sunweb            |
| 2           | Giacomo Nizzolo       | Maximilian Schachmann | Maximilian Schachmann | Jonathan Hivert | Sergio Higuita     | Israel Start-Up Nation |
| 3           | Iván García           | Maximilian Schachmann | Giacomo Nizzolo       | Jonathan Hivert | Sergio Higuita     | Israel Start-Up Nation |
| 4           | Søren Kragh Andersen  | Maximilian Schachmann | Maximilian Schachmann | Jonathan Hivert | Sergio Higuita     | BORA-hansgrohe         |
| 5           | Niccolò Bonifazio     | Maximilian Schachmann | Maximilian Schachmann | Jonathan Hivert | Sergio Higuita     | BORA-hansgrohe         |
| 6           | Tiesj Benoot          | Maximilian Schachmann | Maximilian Schachmann | Nicolas Edet    | Sergio Higuita     | Team Sunweb            |
| 7           | Nairo Quintana        | Maximilian Schachmann | Tiesj Benoot          | Nicolas Edet    | Sergio Higuita     | Team Sunweb            |
| Einduitslag | Einduitslag           | Maximilian Schachmann | Tiesj Benoot          | Nicolas Edet    | Sergio Higuita     | Team Sunweb            |

1933 · 1934 · 1935 · 1936 · 1937 · 1938 · 1939 · 1940-1945 · 1946 · 1947-1950 · 1951 · 1952 · 1953 · 1954 · 1955 · 1956 · 1957 · 1958 · 1959 · 1960 · 1961 · 1962 · 1963 · 1964 · 1965 · 1966 · 1967 · 1968 · 1969 · 1970 · 1971 · 1972 · 1973 · 1974 · 1975 · 1976 · 1977 · 1978 · 1979 · 1980 · 1981 · 1982 · 1983 · 1984 · 1985 · 1986 · 1987 · 1988 · 1989 · 1990 · 1991 · 1992 · 1993 · 1994 · 1995 · 1996 · 1997 · 1998 · 1999 · 2000 · 2001 · 2002 · 2003 · 2004 · 2005 · 2006 · 2007 · 2008 · 2009 · 2010 · 2011 · 2012 · 2013 · 2014 · 2015 · 2016 · 2017 · 2018 · 2019 · 2020 · 2021 · 2022 · 2023 · 2024 · 2025
Tour Down Under ·
Great Ocean Road Race ·
Ronde van de Verenigde Arabische Emiraten ·
Omloop Het Nieuwsblad ·
Parijs-Nice · 
Strade Bianche ·
Ronde van Polen ·
Milaan-San Remo ·
Ronde van Lombardije ·
Critérium du Dauphiné ·
Bretagne Classic ·
Ronde van Frankrijk ·
Tirreno-Adriatico · 
BinckBank Tour ·
Waalse Pijl ·
Ronde van Italië ·
Luik-Bastenaken-Luik ·
Gent-Wevelgem ·
Ronde van Vlaanderen ·
Ronde van Spanje ·
Driedaagse Brugge-De Panne

afgelaste wedstrijden: Parijs-Roubaix ·
Ronde van Guangxi ·
Ronde van Catalonië ·
E3 BinckBank Classic ·
Dwars door Vlaanderen ·
Ronde van het Baskenland ·
Eschborn-Frankfurt ·
Ronde van Romandië ·
Ronde van Zwitserland ·
Clásica San Sebastián ·
RideLondon Classic ·
EuroEyes Cyclassics ·
GP Quebec ·
GP Montreal ·
Amstel Gold Race